# Душица обыкновенная
Души́ца обыкнове́нная (лат. Oríganum vulgáre) — вид многолетних травянистых растений из рода Душица семейства Яснотковые (Lamiaceae). Лекарственное растение, используется также как пряность; хороший медонос.

## Название
В современной литературе и интернет-источниках само растение и приправа, изготовленная из сушёных листьев душицы обыкновенной, встречаются под заимствованным названием орегано. В большинстве толковых словарей (Даля, Анненкова, Брокгауза и Ефрона) эта лексема отсутствует, встречается лишь в современном словаре Мостицкого. Заимствование является транскрипцией тривиального названия из европейских языков (англ. oregano, исп. orégano, фр. origan и др.), восходящего к латинскому родовому именованию лат. Origanum, образованному в свою очередь от корней др.-греч. ὄρος (óros) — «гора», и др.-греч. γάνος (gános) — «яркий, блестящий, украшающий», то есть «украшение гор», возможно, данное по природному ареалу произрастания вида на горных склонах. В «Кулинарном словаре» Л. И. Зданевича орегано ошибочно указано как синоним базилика.
Народные русские названия растения — материнка, ладанка, мацердушка, душница, зеновка, матрёшка.

## Ботаническое описание
Высота растений достигает 50—70 см.

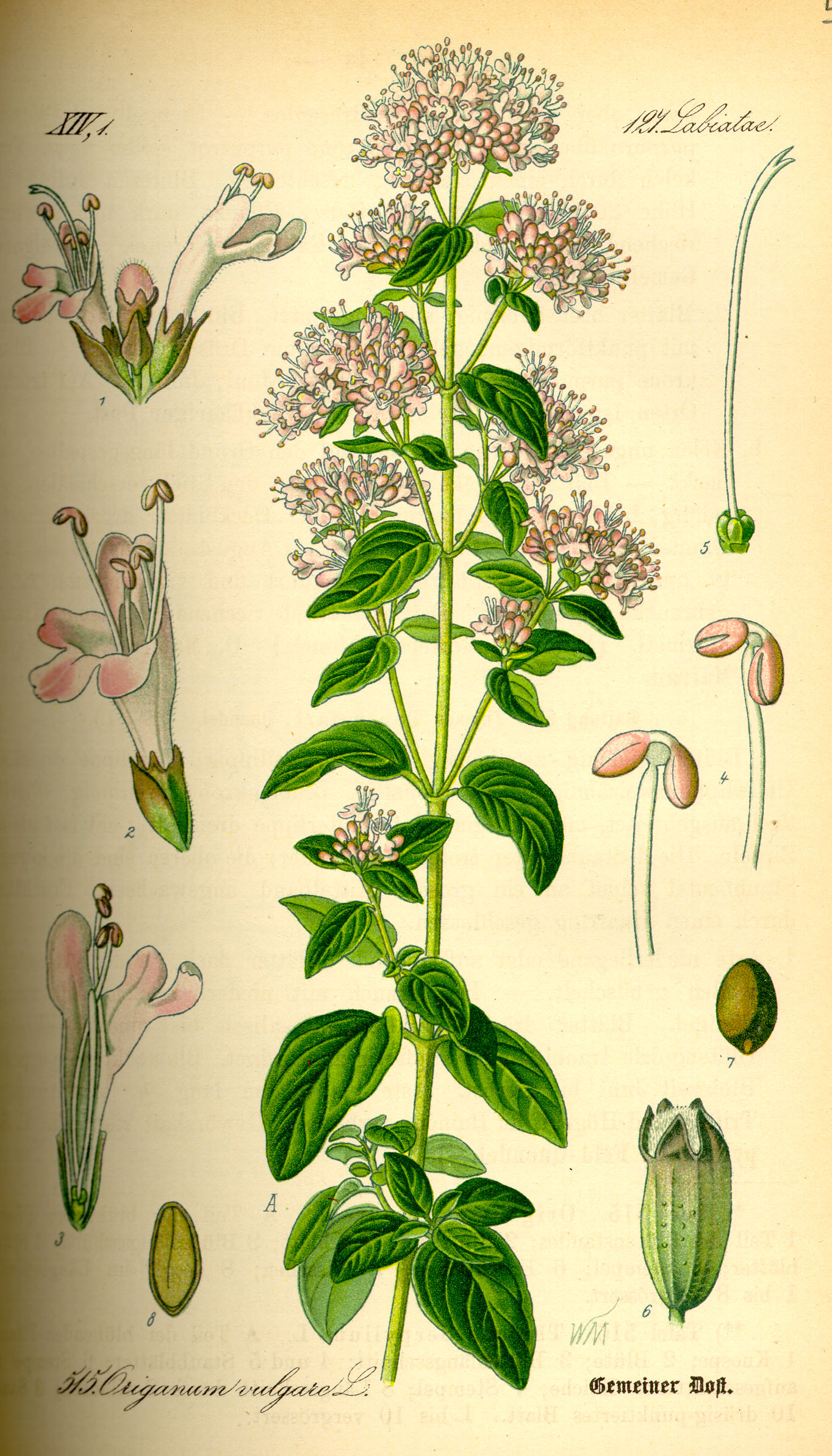

Корневище ветвистое, часто ползучее.
Стебель четырёхгранный, прямостоячий, мягкоопушённый, в верхней части ветвистый.
Листья супротивные черешковые, продолговато-яйцевидные, цельнокрайные, на верхушке заострённые, сверху тёмно-, снизу серовато-зелёные, длиной 1—4 см.
Цветки мелкие, многочисленные, собраны в щитковидно-метельчатые соцветия. Венчик двугубый из пяти лепестков, которые, срастаясь, образуют трубку венчика и двугубый отгиб. Верхняя губа срастается из двух лепестков, нижняя — из трёх. Поэтому в формуле цветка Co — Corolla — указано (2/3), то есть 2 — вверху, 3 — внизу. Цветёт в июне — июле, начиная со второго года жизни.
Формула цветка: {\displaystyle \uparrow Ca_{(5)}\;Co_{(2/3)}\;A_{4}\;G_{({\underline {2}})}}
.
Масса 1000 семян около 0,1 г. Семена созревают в августе.
|                                                                            |  |  |  |  |
| Слева направо: побег, лист, соцветие, цветок, общий вид цветущего растения |  |  |  |  |

## Распространение и экология
Вид распространён в Европе и Средиземноморье. В Центральной Европе это характерный вид отряда Origanetalia vulgaris.
В России растёт повсеместно за исключением Крайнего Севера: на полянах, опушках, среди кустарников, на сухих открытых травянистых местах, по склонам холмов.
В США, Франции, Узбекистане и некоторых других странах душицу культивируют.
После сенокоса плохо восстанавливается, при подкашивании медленно отрастает и первое время выглядит угнетённо. Душица требовательна к содержанию влаги в почве и очень чувствительна к понижению температуры.

## Агротехника
Размножается семенами или делением куста. Семена высевают осенью или ранней весной в холодные парники или гряды. Норма высева при выращивании сеянцев 100 г/га. На постоянное место сеянцы высаживают осенью или ранней весной широкорядным способом с площадью питания 70 × 40 см. Норма высева при посеве в открытый грунт 2 кг/га. Глубина заделки семян 1—1,5 см. Душицу размещают в запольном клину. После уборки предшественников почву лущат и пашут на глубину 25—27 см. Под вспашку вносят навоз — 20—25 т/га, суперфосфат — 300 кг/га, калийную соль — 150 кг/га. Перед севом почву боронуют и культивируют.
Почва должна находиться в рыхлом и чистом от сорняков состоянии. Для этого периодически проводят культивацию междурядий и рыхление почвы в рядах. Первую междурядную обработку делают ранней весной в начале вегетации, последующие — по мере необходимости и обязательно после укоса. Под первую весеннюю культивацию и под культивацию после укоса вносят минеральные удобрения. При недостатке влаги плантацию поливают. Особенно эффективен послеукосный полив, способствующий более дружному отрастанию надземной части растения.
Растение нетребовательно к почве, однако на тяжёлых глинистых и кислых почвах растёт плохо. Предпочитает открытые участки. Хорошо зимует и в конце февраля — начале марта начинает вегетацию.

## Уборка урожая и хранение сырья
В качестве лекарственного сырья используют траву душицы обыкновенной (лат. Herba Origani vulgaris). Душицу убирают во время массового цветения, начиная со второго года вегетации. Облиственные верхушки срезают на высоте 15—20 см от поверхности почвы так, чтобы в собранной зелёной массе находилось минимальное количество стеблей.
Для получения эфирного масла надземную массу перерабатывают способом гидродистилляции сразу же после уборки, а для заготовки сырья в качестве пряности сушат под навесом, на чердаках, в хорошо проветриваемых помещениях или в сушилке при температуре не более 30—40 °C.
Урожайность зелёной массы на второй год вегетации 4—5 т/га, в последующие годы до 20—30 т/га. При среднем выходе эфирного масла 0,26 % сбор душицы составляет 10—13 кг/га в год первого сбора урожая и 50—65 кг/га в последующие три—четыре года. Затем урожайность резко падает, и плантацию закладывают на новом месте.

## Лекарственные свойства
Душица содержит дубильные вещества и аскорбиновую кислоту (мг%): цветки — 166, листья — 565 и стебли — 58. Сырьё содержит 0,3—1,2 % эфирного масла. Эфирное масло, получаемое из растения, — бесцветное или желтоватое. Хорошо передаёт запах сырья, обладает острым вкусом. Основные компоненты масла (%): тимол — 50 (по другим данным, до 44), карвакрол, би- и трициклические сесквитерпены — 12,5, геранилацетат — 2,6—5. Эфирные масла с высоким содержанием карвакрола превосходят по своим бактерицидным свойствам многие существующие антибиотики, а по противоаллергическим — антигистаминные препараты.

## Значение и применение
Траву душицы применяют в составе грудных, потогонных, ветрогонных сборов, при простудных и других заболеваниях органов дыхания в качестве противовоспалительного и отхаркивающего средства. Эфирное масло из травы употребляют как наружное средство при зубной боли, в индийской медицине — как стимулирующее и укрепляющее средство. Душицу используют при атонии кишечника (усиливает перистальтику), спазмах в области желудка, гастритах, воспалении печени, желтухе, бессоннице, нервных расстройствах, коклюше, а также как отхаркивающее средство. Листья и цветки добавляют в ванны при золотухе, сыпях. Экстракт травы душицы обыкновенной входит в состав препарата «Уролесан».
В народной медицине траву душицы применяют при ревматизме, параличах, эпилепсии, болях в области кишечника, аменорее, а также как потогонное и мочегонное средство. В гомеопатии растение рекомендуют при гипертонической болезни и атеросклерозе.

### В пчеловодстве
Душица — хороший нектаронос. Зацветает после прекращения цветения липы. Высокая нектарная продуктивность позволяет пчёлам на Алтае и Казахстане собирать до 30 кг ароматного мёда на семью. В горных районах Таджикистана и Узбекистана на задернованных склонах и каменистых грядах душица дает до 10 кг мёда на семью. Медовая продуктивность при благоприятных условиях 70—150 кг/га. Наблюдения показывали ежедневный привес контрольного улья во время цветения душицы до 1,5 кг. На отдельных соцветиях работают до трех пчёл (Е. М. Петров, 1970). Один цветок выделяет в среднем 0,0283—0,0462 мг нектара, а их одном растении более 300. В нектаре преобладает глюкоза (48,76—74,89 %). Содержание почвенной влаги и чувствительность к понижению температуры сильно сказываются на выделение нектара поэтому данные о продуктивности мёда могут сильно разниться — от 9 до 85 кг/га.
На одном цветоносном побеге 1484,6 цветка. На 80 цветках душицы встретилось 42 медоносные пчёлы, 14 мух, 2 шмеля и 1 бабочка. Одна медоносная пчела приносит в улей 19,8 мг нектара и тратит 67 % собранного за одну фуражировку на осматривание 500 цветков и полет до улья и обратно.
Мёд янтарно-зеленоватый, ароматный, приятный на вкус, пригоден для зимовки пчел, кристаллизуется медленно, становясь белым с зелено-желтым оттенком и приобретая мелкозернистую структуру. Высушенная трава душицы используется для борьбы с восковой молью и муравьями.

### Кулинария
Растение входит в состав пряных смесей для паштетов, начинок из ливера или мяса, домашних колбас. Душицу добавляют к жареному, тушёному и запечённому мясу, соусам и подливкам. В итальянской кухне ею ароматизируют пиццу и салаты из помидоров и моцареллы. В некоторых европейских странах с душицей готовят блюда из шампиньонов, отличающиеся нежным вкусом и ароматом.
В Беларуси, на Кавказе душицу добавляют при солении огурцов и грибов. В Сибири с ней готовят ароматную начинку для пирогов, смешивая с творогом, мясом, яйцами. Душица хорошо сочетается с многими пряностями, особенно с чёрным перцем, базиликом, розмарином, майораном.
В русской кухне из душицы заваривают чай.

### Прочее
В парфюмерно-косметической промышленности эфирное масло душицы используют для ароматизации туалетного мыла, одеколонов, зубных паст и помад.
Декоративное растение.
Эфирное масло применяют при изготовлении ликёров и наливок, в пивоваренном производстве.
Цветки окрашивают шерсть в оранжево-красный цвет.

## Классификация

### Таксономия
Origanum vulgare L., 1753, Sp. Pl. : 590
Вид Душица обыкновенная относится к роду Душица (Origanum) семейства Яснотковые (Lamiaceae) порядка Ясноткоцветные (Lamiales). Таксономическая схема в соответствии с Системой APG IV по состоянию на декабрь 2023 года:
|  |                                      |  |                                   |                                   |                      |  | ещё 23 семейства | ещё 23 семейства |                         |  |                          |  | еще 56 подтвержденных видов и 24 таксона, ожидающих подтверждения | еще 56 подтвержденных видов и 24 таксона, ожидающих подтверждения |  |
|  |                                      |  |                                   |                                   |                      |  | ещё 23 семейства | ещё 23 семейства |                         |  |                          |  | еще 56 подтвержденных видов и 24 таксона, ожидающих подтверждения | еще 56 подтвержденных видов и 24 таксона, ожидающих подтверждения |  |
|  |                                      |  |                                   | порядок Ясноткоцветные            |                      |  |                  |                  | род Душица              |  |                          |  |                                                                   |                                                                   |  |
|  |                                      |  |                                   | порядок Ясноткоцветные            |                      |  |                  |                  | род Душица              |  | 6 внутривидовых таксонов |  |                                                                   |                                                                   |  |
|  | отдел Цветковые, или Покрытосеменные |  |                                   |                                   | семейство Яснотковые |  |                  |                  | вид Душица обыкновенная |  |                          |  |                                                                   |                                                                   |  |
|  | отдел Цветковые, или Покрытосеменные |  |                                   |                                   |                      |  |                  |                  |                         |  |                          |  |                                                                   |                                                                   |  |
|  |                                      |  | ещё 63 порядка цветковых растений | ещё 63 порядка цветковых растений |                      |  |                  | ещё 268 родов    | ещё 268 родов           |  |                          |  |                                                                   |                                                                   |  |
|  |                                      |  |                                   | ещё 63 порядка цветковых растений |                      |  |                  |                  | ещё 268 родов           |  |                          |  |                                                                   |                                                                   |  |

### Внутривидовые таксоны
- Origanum vulgare subsp. glandulosum (Desf.) Ietsw.
- Origanum vulgare subsp. gracile (K.Koch) Ietsw.
- Origanum vulgare subsp. hirtum (Link) Ietsw.
- Origanum vulgare subsp. virens (Hoffmanns. & Link) Ietsw.
- Origanum vulgare subsp. viridulum (Martrin-Donos) Nyman
- Origanum vulgare subsp. vulgare

### Синонимы
- Origanum americanum Raf.
- Origanum creticum Lour.
- Origanum floridum Salisb.
- Origanum heracleoticum Rchb.
- Origanum hirtum f. albiflorum Hausskn.
- Origanum majus Garsault
- Origanum megastachyum var. hirtum Schur
- Origanum puberulum (Beck) Klokov
- Origanum purpurescens Gilib.
- Origanum vulgare f. carneum Beckh.
- Origanum vulgare f. pallidum Beckh.
- Origanum vulgare subsp. creticum (L.) Nyman
- Origanum vulgare subsp. humile Pers.
- Origanum vulgare subsp. viride (Boiss.) Hayek
- Origanum vulgare var. albidum Bellynck
- Origanum vulgare var. albiflorum Lej.
- Origanum vulgare var. album Fraas
- Origanum vulgare var. creticum (L.) Briq.
- Origanum vulgare var. formosanum Hayata
- Origanum vulgare var. glabrescens Beck
- Origanum vulgare var. heracleoticum Nyman
- Origanum vulgare var. humile (Pers.) Lej.
- Origanum vulgare var. pallescens Tinant
- Origanum vulgare var. prismaticum Gaudin
- Origanum vulgare var. puberulum Beck
- Origanum vulgare var. purpurascens Briq.
- Origanum vulgare var. spiculigerum Briq.
- Origanum vulgare var. thymiflorum (Rchb.) Nyman
- Thymus origanum Kuntze